# Segunda Categoría de Sucumbíos 2016
El Campeonato Provincial de Segunda Categoría de Sucumbíos 2016 fue un torneo de fútbol en Ecuador en el cual compitieron equipos de la provincia de Sucumbíos. El torneo fue organizado por la Asociación de Fútbol No Amateur de Sucumbíos (AFNAS) y avalado por la Federación Ecuatoriana de Fútbol. El torneo empezó el 12 de junio y finalizó el 17 de julio. Participaron 4 clubes de fútbol y se entregó un cupo al zonal de la Segunda Categoría 2016 por el ascenso a la Serie B.

## Sistema de campeonato
El sistema determinado por la Asociación de Fútbol No Amateur de Sucumbíos fue el siguiente:
- El Campeonato Provincial de Sucumbíos 2016 se jugó en dos etapas.

- Según lo establecido, fue jugado por 4 equipos que se disputaron el ascenso en dos etapas. En total se jugaron 12 fechas que iniciaron el 12 de junio.

- La primera etapa se jugó todos contra todos (6 fechas).

- La segunda etapa se jugó de igual manera que la primera todos contra todos (6 fechas).

- Concluidas las 12 fechas del torneo el primero de la Tabla General clasificó a los zonales de Segunda Categoría 2016 y fue proclamado como campeón; el segundo mejor ubicado fue declarado subcampeón.

## Equipos participantes
| Equipos participantes                          | Equipos participantes | Equipos participantes |
| ---------------------------------------------- | --------------------- | --------------------- |
|                                                |                       |                       |
| Equipo                                         | Ciudad                | Estadio               |
| Club Social Cultural y Deportivo Caribe Junior | Lago Agrio            | Carlos Vernaza        |
| Club Social Cultural y Deportivo Chicos Malos  | Lago Agrio            | Carlos Vernaza        |
| Club Social y Deportivo Consejo Provincial     | Lago Agrio            | Carlos Vernaza        |
| Club Deportivo Oriental                        | Shushufindi           | Carlos Vernaza        |

## Equipos por cantón
| Cantón      | N.º | Equipos                                             |
| ----------- | --- | --------------------------------------------------- |
| Lago Agrio  | 3   | - Caribe Junior - Chicos Malos - Consejo Provincial |
| Shushufindi | 1   | - Deportivo Oriental                                |

## Clasificación
|  |    | Equipo             | PJ | PG | PE | PP | GF | GC | DG  | PTS |
|  | -- | ------------------ | -- | -- | -- | -- | -- | -- | --- | --- |
|  | 1. | Caribe Junior      | 12 | 8  | 2  | 2  | 57 | 14 | +44 | 26  |
|  | 2. | Deportivo Oriental | 12 | 8  | 2  | 2  | 47 | 15 | +32 | 26  |
|  | 3. | Consejo Provincial | 12 | 5  | 2  | 5  | 35 | 31 | +4  | 17  |
|  | 4. | Chicos Malos       | 12 | 0  | 0  | 12 | 7  | 86 | −79 | 0   |

## Evolución de la clasificación
| Equipo / Jornada   | 01 | 02 | 03 | 04 | 05 | 06 | 07 | 08 | 09 | 10 | 11 | 12 |
| ------------------ | -- | -- | -- | -- | -- | -- | -- | -- | -- | -- | -- | -- |
| Caribe Junior      | 1  | 1  | 1  | 1  | 2  | 2  | 2  | 2  | 2  | 2  | 1  | 1  |
| Deportivo Oriental | 2  | 2  | 2  | 2  | 1  | 1  | 1  | 1  | 1  | 1  | 2  | 2  |
| Consejo Provincial | 3  | 3  | 3  | 3  | 3  | 3  | 3  | 3  | 3  | 3  | 3  | 3  |
| Chicos Malos       | 4  | 4  | 4  | 4  | 4  | 4  | 4  | 4  | 4  | 4  | 4  | 4  |

## Resultados

### Primera etapa
|  | Deportivo Oriental | 3 - 0  | Consejo Provincial |  | Carlos Vernaza | 12 de junio | 13:00 |
|  | Chicos Malos       | 0 - 18 | Caribe Junior      |  | Carlos Vernaza | 12 de junio | 15:00 |

|  | Consejo Provincial | 4 - 0 | Chicos Malos  |  | Carlos Vernaza | 15 de junio | 13:00 |
|  | Deportivo Oriental | 1 - 4 | Caribe Junior |  | Carlos Vernaza | 15 de junio | 15:00 |

|  | Caribe Junior | 1 - 3 | Consejo Provincial |  | Carlos Vernaza | 19 de junio | 13:00 |
|  | Chicos Malos  | 0 - 5 | Deportivo Oriental |  | Carlos Vernaza | 19 de junio | 15:00 |

|  | Consejo Provincial | 2 - 3  | Caribe Junior |  | Carlos Vernaza | 22 de junio | 13:00 |
|  | Deportivo Oriental | 12 - 0 | Chicos Malos  |  | Carlos Vernaza | 22 de junio | 15:00 |

|  | Chicos Malos  | 1 - 4 | Consejo Provincial |  | Carlos Vernaza | 24 de junio | 13:00 |
|  | Caribe Junior | 0 - 1 | Deportivo Oriental |  | Carlos Vernaza | 24 de junio | 15:00 |

|  | Caribe Junior      | 9 - 1 | Chicos Malos       |  | Carlos Vernaza | 26 de junio | 13:00 |
|  | Consejo Provincial | 2 - 3 | Deportivo Oriental |  | Carlos Vernaza | 26 de junio | 15:00 |

### Segunda etapa
|  | Chicos Malos       | 0 - 2 | Caribe Junior      |  | Carlos Vernaza | 29 de junio | 13:00 |
|  | Deportivo Oriental | 2 - 2 | Consejo Provincial |  | Carlos Vernaza | 29 de junio | 15:00 |

|  | Caribe Junior      | 2 - 2 | Deportivo Oriental |  | Carlos Vernaza | 3 de julio | 13:00 |
|  | Consejo Provincial | 6 - 2 | Chicos Malos       |  | Carlos Vernaza | 3 de julio | 15:00 |

|  | Caribe Junior | 3 - 3 | Consejo Provincial |  | Carlos Vernaza | 6 de julio | 13:00 |
|  | Chicos Malos  | 0 - 6 | Deportivo Oriental |  | Carlos Vernaza | 6 de julio | 15:00 |

|  | Consejo Provincial | 0 - 4 | Caribe Junior |  | Carlos Vernaza | 10 de julio | 13:00 |
|  | Deportivo Oriental | 5 - 0 | Chicos Malos  |  | Carlos Vernaza | 10 de julio | 15:00 |

|  | Chicos Malos       | 3 - 5 | Consejo Provincial |  | Carlos Vernaza | 13 de julio | 13:00 |
|  | Deportivo Oriental | 1 - 2 | Caribe Junior      |  | Carlos Vernaza | 13 de julio | 15:00 |

|  | Caribe Junior (C)  | 10 - 0 | Chicos Malos       |  | Carlos Vernaza | 17 de julio | 13:00 |
|  | Consejo Provincial | 3 - 6  | Deportivo Oriental |  | Carlos Vernaza | 17 de julio | 15:00 |

## Campeón
|                                                                                               |
| Club Deportivo Caribe Junior 7.° título Clasifica a los zonales de la Segunda Categoría 2016. |

## Goleadores
| Jugador              | Equipo             | Goles |
| -------------------- | ------------------ | ----- |
| 1. Aldrin Zambrano   | Caribe Junior      | 12    |
| 2. Augusto Bravo     | Caribe Junior      | 11    |
| 3. Luis Vera         | Consejo Provincial | 11    |
| 4. Diego Aguas       | Consejo Provincial | 10    |
| 5. Javier Alvarado   | Deportivo Oriental | 9     |
| 6. Carlos Nazareno   | Caribe Junior      | 7     |
| 7. Wilson Ortiz      | Deportivo Oriental | 7     |
| 8. Jerry Chicaiza    | Caribe Junior      | 5     |
| 9. Juan Ontaneda     | Caribe Junior      | 5     |
| 10. Klever Estupiñan | Deportivo Oriental | 5     |